# سلاح شکافت هسته‌ای از نوع تفنگی

روش مونتاژ «اسلحه»

سلاح شکافت هسته‌ای از نوع تفنگی (انگلیسی: Gun-type fission weapon)، جنگ‌افزار هسته‌ای مبتنی بر شکافت هسته‌ای هستند که طراحی سلاح هسته‌ای مواد شکافت‌پذیر (شکافا) آن‌ها را در یک جرم بحرانی با استفاده از روش «تفنگ» جمع‌آوری می‌کند: شلیک یک قطعه از ماده دیگر به زیر بحرانی. اگرچه گاهی این تصویر به صورت دو نیمکره زیربحرانی است که با هم رانده می‌شوند تا یک کره فوق بحرانی بسازند، معمولاً یک پرتابه توخالی به یک سنبله شلیک می‌شود که سوراخ مرکز آن را پر می‌کند. نام آن اشاره به این است که مواد را از طریق یک لوله توپخانه به گونه ای پرتاب می‌کند که گویی یک پرتابه است.
اولین باری که در مورد سلاح‌های شکافتی از نوع تفنگی بحث شد، به عنوان بخشی از برنامه توسعه بمب هسته‌ای شرکت British Tube Alloys بود، که اولین برنامه توسعه بمب هسته‌ای جهان محسوب می‌شد.